# تزیروآنوماندیدو فیهائونانا
تزیروآنوماندیدو فیهائونانا (به لاتین: Tsiroanomandidy Fihaonana) یک منطقهٔ مسکونی در ماداگاسکار است که در Tsiroanomandidy واقع شده‌است.
 تزیروآنوماندیدو فیهائونانا  ۲۷٬۰۰۰ نفر جمعیت دارد و ۷۷۹ متر بالاتر از سطح دریا واقع شده‌است.